# Accademia Nazionale di Santa Cecilia
Accademia Nazionale di Santa Cecilia (Nationalakademin Sankta Cecilia) är en av världens äldsta musikinstitutioner instiftad av Sixtus V år 1585 i Rom. Akademin är uppkallad efter Sankta Cecilia, musikens skyddspatron. Akademin ligger sedan 2005 i Parco della Musica, designad av Renzo Piano. 
Akademin grundades som en församling eller ett brödraskap och har över århundradena vuxit från ett forum för lokala musiker och kompositörer till en internationellt erkänd akademi. Många kända musiker och kompositörer kan räknas till akademins alumni.

## Kända alumner
- Beniamino Gigli, italiensk operasångare
- Preng Jakova, albansk kompositör
- Sumi Jo, koreansk sopran
- Ennio Morricone, italiensk kompositör
- Sergej Rachmaninov, rysk tonsättare och pianist
- Hersiana Matmuja, albansk sångerska (opera) och deltagare i Eurovision Song Contest 2014